# Daniel Auschitzky
Daniel Auschitzky, connu sous le pseudonyme de Guy de Pierrefeux (ou Pierrefeu), né le 4 janvier 1864 à Bordeaux et mort le 14 décembre 1937 à Arcachon (Gironde), est un écrivain, dramaturge et homme politique boulangiste français. 
Il est l'auteur d'une des premières biographies du poète Gabriele d'Annunzio intitulée Le surhomme de la Côte d'Argent : Gabriele d'Annunzio parue en 1928. 

## Biographie
Né en 1864, Daniel Auschitzky est élevé avec son frère Maurice par son père Louis  Auschitzky, avocat avoué à la première instance du tribunal de Bordeaux, et sa mère Angèle Sabatier. Après avoir réalisé ses études au collège de Trivoli, il s'engage dans le journalisme. Au moment du Boulangisme, il rallie le mouvement et devient le secrétaire de Alfred Naquet, proche du général Boulanger. Il va essayer de faciliter les négociations entre le mouvement boulangiste et le Saint-Siège (Vatican). En 1891, il essaiera de convaincre l'archevêques de Malines (Belgique) de la foie catholique du général après son suicide pour que celui-ci ait droit à des funérailles religieuses. 

## Œuvres
- Mon premier coup d'aile, Arcachon, 1883
- Le Triomphe de Lourdes, éditions Victor-Havard, Paris, 1893
- L'Oncle du Canada, vaudeville comique en 3 actes, Paris, 1894
- La Bombe glacée, saynète comique en 1 acte, Paris, 1894
- Le Cocher fumiste, monologue, éditions J. Bricon, Paris, 1894
- L'Académicien, vaudeville comique en 3 actes, Paris, 1894
- L'épiscopat sous le joug : scènes de la vie ecclésiastiques et documents, éditions E. Dentu, Paris, 1894
- Le Perroquet d'Arthur ! saynète comique, éditions R. Haton, Paris, 1896
- Le clergé fin-de-siècle, éditions E. Dentu, Paris, 1896
- Mon Oncle le député ! saynète comique, éditions R. Haton, Paris, 1896
- Dans les couloirs du Vatican, éditions E. Dentu, Paris, 1897
- Dans l'église : dupes et dupeurs, éditons E. Dentu, Paris, 1897
- Les martyrs de l'épiscopat, éditions Flammarion, Paris, 1897
- Terre d'amour : Arcachon et la Côte d'Argent, éditions Feret et fils, Bordeaux, 1924
- Le revenant, propos et anecdotes autour de Caillaux, impr. de C. Hiller, Paris 1925
- Le domestique de Monseigneur, comédie-vaudeville en deux actes (4 éditions), 1927
- Le surhomme de la Côte d'Argent : Gabriele d'Annunzio, éditions D. Dabas, Mont-de-Marsan, 1928
- Madame quand-même, Sarah Bernhardt, éditions D. Chabas, Mont-de-Marsan, 1929
- L'Oncle Bébé, comédie en un acte, pour jeunes gens, éditions M. Camus et Carnet, Lyon, 1929
- Miss Pan ! Pan !, comédie en 3 actes, 1933
- La Rigolade, comédie en 3 actes, 1933
- Le Beau Noël de Brin d'osier. Comédie en un acte pour enfants, éditions C. Vaubaillon, Paris, 1935 (réédition impr. A. Tardy, Boruges, 1936)
- Le Petit Renardeau gascon, comédie pour garçonnets, éditions C. Vaubaillon, Paris, 1936